# Lídia Ribeiro
Lídia Ribeiro (21 de Setembro de 1934) é uma fadista e actriz portuguesa. Mãe da apresentadora Teresa Guilherme e última companheira do famoso cantor Tony de Matos.

## Biografia
Profissionaliza-se aos 18 anos. Aos 19 anos casa-se com Luís Guilherme e juntos partem para o Brasil com a filha de ambos. É neste país que se dá o grande "pulo" na sua carreira artística com a participação em vários programas de televisão, na TV Record, na rádio e a gravação do primeiro disco LP, pela etiqueta Copacabana. 
No seu percurso artístico Lídia Ribeiro gravou para as editoras "Copacabana" (Brasil), Belter (Espanha), Valentim de Carvalho e Alvorada, e desses registos destacam-se os sucessos, "À janela do meu peito", "Lisboa Menina" de Alberto Janes e "Agora é tarde" de Pinto Ribeiro.
Como actriz, fez uma participação especial na série Aqui não Há Quem Viva, da SIC.